# Sommarrostjärnen
Sommarrostjärnen är en sjö i Sollefteå kommun i Ångermanland och ingår i Nätraåns huvudavrinningsområde.